# Municipio de General Enrique Estrada
El municipio de General Enrique Estrada es uno de los 58 municipios de Zacatecas, México. Fue nombrado en honor al militar zacatecano Enrique Estrada Reynoso. La cabecera municipal es la localidad de General Enrique Estrada. Tiene una población de 6,644 habitantes. El municipio está ubicado en la región central del estado. Sirve como municipio de paso de la carretera Fresnillo-Calera.